# 陳國華 (導演)
陳國華（？—），香港電影演員及導演。最初加入「南粵公司」當基本演員，銀幕處男作是粵語時裝文藝片《神秘之夜》（1937年5月11日香港公映），熱愛運動是「南粵公司」的「足球隊」及「排球隊」的成員。父親經營川行九龍至新界荃灣及元朗汽車，1939年6月 曾一度宣布息影，返回中國大陸發展父親的汽車生意，回港後主要轉職幕後工作，參予60多齣電影。

## 外部連結
- 香港電影資料館有關陳國華參予電影的記錄[永久]

- 陳國華在香港影庫上的簡介
- 陳國華在时光网上的簡介（简体中文）